# Нірадж Чопра
Нірадж Чопра (24 грудня 1997 , Паніпат, Хар'яна ) — індійський легкоатлет, що спеціалізується на метанні списа, олімпійський чемпіон 2020 року, чемпіон Азії та Азійських ігор.

## Кар'єра
| Рік             | Змагання                      | Місце проведення        | Місце           | Дисципліна      | Результат       | Примітки        |
| Представник КНР | Представник КНР               | Представник КНР         | Представник КНР | Представник КНР | Представник КНР | Представник КНР |
| --------------- | ----------------------------- | ----------------------- | --------------- | --------------- | --------------- | --------------- |
| 2015            | Чемпіонат Азії                | Ухань, Китай            | 9               | метання списа   | 70.50 м         |                 |
| 2016            | Чемпіонат Азії серед юніорів  | Хошимін, В'єтнам        | 2               | метання списа   | 77.60 м         |                 |
| 2016            | Чемпіонат світу серед юніорів | Бидгощ, Польща          | 1               | метання списа   | 86.48 м         | WJR             |
| 2017            | Чемпіонат Азії                | Бхубанешвар, Індія      | 1               | метання списа   | 85.23 м         | CR              |
| 2017            | Чемпіонат світу               | Лондон, Велика Британія | 15 (кв.)        | метання списа   | 82.26 м         |                 |
| 2018            | Ігри Співдружності            | Голд-Кост, Австралія    | 1               | метання списа   | 87.46 м         |                 |
| 2018            | Азійські ігри                 | Джакарта, Індонезія     | 1               | метання списа   | 88.06 м         | NR              |
| 2021            | Олімпійські ігри              | Токіо, Японія           | 1               | метання списа   | 87.58 м         |                 |
| 2022            | Чемпіонат світу               | Юджин, США              | 2               | метання списа   | 88.13 м         |                 |